# Eusmilus
Eusmilus is een geslacht van uitgestorven roofdieren en was de grootste vertegenwoordiger van de Nimravidae in het Oligoceen, ongeveer van 36,2 tot 28,4 miljoen jaar geleden, en had een geschatte lengte van circa 250 centimeter.
Het lichaam was relatief lang, evenals de staart, maar de krachtige poten waren vrij kort. In de bovenkaak zaten lange hoektanden, maar verder ontbraken veel tanden. Eusmilus had 26 tanden, bijna de helft van het maximale aantal (44) bij carnivoren. Verder waren de onderste hoektanden relatief klein. Net als bij zijn verwant Hoplophoneus was het kaakgewricht van Eusmilus zo geconstrueerd dat de onderkaak onder een hoek van negentig graden kon worden geopend. Dit maakte optimaal functioneren van de sabeltanden en de grote kaken mogelijk.

## Voorkomen
Deze sabeltandkat is ook bekend uit het Laat-Eoceen van Frankrijk. Vanuit Europa heeft Eusmilus zich naar het oosten verspreid en uiteindelijk kwam hij via de Bering-landengte in Noord-Amerika terecht. Als grootste nimravide stond Eusmilus aan de top van de voedselketen en dit roofdier voedde zich met onder andere paarden, kleinere neushoorns zoals Hyracodon, hertachtigen en primitieve kamelen.